# Food Truckin'
Food Truckin es el quinto episodio de la segunda temporada de Bob's Burgers. Fue transmitida por la cadena Fox el 15 de abril de 2012.

## Argumento
Muchísimos camiones de alimentos están estacionandos en la calle en frente del restaurante, robando a los clientes. Después de varios intentos fallidos de hacer que los camiones van, Bob acaba de comprar un camión de comida por su cuenta. Teddy fija hasta el camión, advertencia de Bob de que la parrilla no se pueden activar al mismo tiempo que el camión o podría dar lugar a una enorme bola de fuego. Gene procede a destruir el camión esta manera, y Teddy se fija de nuevo. Bob y los niños trabajan desde el interior de la camioneta y Linda se ve obligado a permanecer en el interior viendo el restaurante.
El camión de la comida está bien y Bob decide tomar sobre la marcha para conseguir más dinero. Poco después, Linda se cierra el restaurante a unirse a ellos en el camino. Bob se lamenta a Randy ( Paul F. Tompkins , visto por última vez en la Vaca Sagrada ) que todavía no obtener un beneficio, y menciona Randy "Lolla-Pa-Foods-A", que tiene un premio de $ 1000 para el camión mejor comida. Los Belchers salió a la carretera para el festival, con Linda conducción que pronto se le va la rabia del camino.
En el festival, Tina, quien ha reinventado como Dina, reparte gratis mini hamburguesas para promover el camión y mentir sobre el contenido de las hamburguesas a los asistentes al festival. Louise y Gene prueba de sabor de otros alimentos tarifa de camiones y dar malas críticas en línea, dando camión de Bob más negocios. Bob acaba de ganar el premio de $ 1000 antes accidentalmente dejando que los asistentes al festival-en las mentiras varias. Un alboroto sobreviene, y los Belchers (y Randy) se ven obligados a esconderse en su camión de alimentos. Después de que los asistentes al festival-conciliar el sueño, se las arreglan para escapar en el camión de comida antes de Randy comienza la parrilla durante la conducción, provocando una explosión que obliga a todos a caminar de regreso a la ciudad.

## Producción
Este episodio llevó a TV-14 de clasificación para el diálogo sugestivo (D), lenguaje ofensivo (L) y la violencia gráfica (V).